# America Football Club (Rio de Janeiro)
O America Football Club, também conhecido como América-RJ, é uma agremiação social e esportiva brasileira, com sede administrativa na cidade de Mesquita  na Baixada Fluminense, pertencente à Região Metropolitana do Rio de Janeiro.
Fundado em 18 de setembro de 1904, o seu nome não tem acentuação, já que se adota a grafia em inglês, com o clube se colocando como representante da região carioca da Grande Tijuca, Zona Norte (Rio de Janeiro), onde historicamente mantinha sua sede.
Entre as suas conquistas mais relevantes, destacam-se a conquista do International Soccer League de 1962, torneio disputado por grandes equipes dos continentes americano e europeu da época; o Torneio dos Campeões de 1982, torneio organizado pela CBF, que contava com os maiores clubes do Brasil; além dos 7 títulos do Campeonato Carioca, sendo o quinto maior campeão estadual. Também em 1982, tornou-se o primeiro campeão da Taça Rio, ele que em 1974 já havia conquistado a Taça Guanabara.
O America já disputou mais de 4.700 partidas em sua história contra cerca de 600 adversários. O clube rubro é o primeiro clube brasileiro batizado com o nome do continente e é o clube mais "clonado" do Brasil, tendo tido suas cores e seu escudo copiados pela maioria dos clubes brasileiros denominados "América Futebol Clube". Apesar disso, o America tem desde outubro de 2020 o direito exclusivo de utilizar o nome America Football Club e o símbolo AFC no Brasil, após vitória em intensa e demorada ação judicial junto ao Instituto Nacional de Propriedade Intelectual (INPI).
No Ranking da primeira divisão Campeonato Carioca, o America é o quinto colocado, qualquer que seja o parâmetro utilizado, tendo participado de 105 disputas até o ano de 2018. Possui 5 quartos lugares, 16 terceiros lugares e em 15 outras ocasiões foi campeão ou vice do Campeonato Carioca Série A, um total de 36 colocações no G-4 dessa competição.

## Sedes, campos e estádios

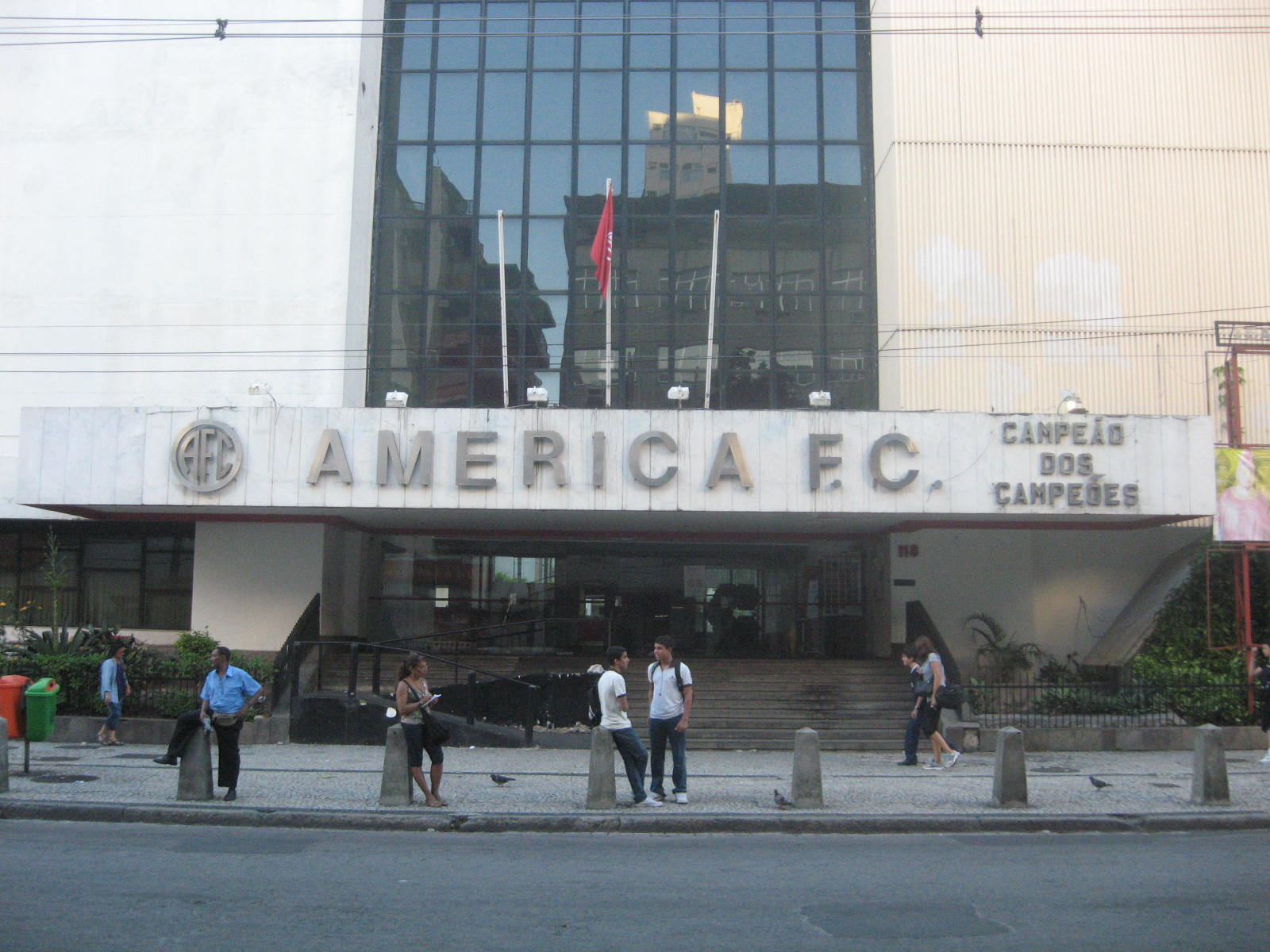
Sede social do America até 2014 na rua Campo Sales.

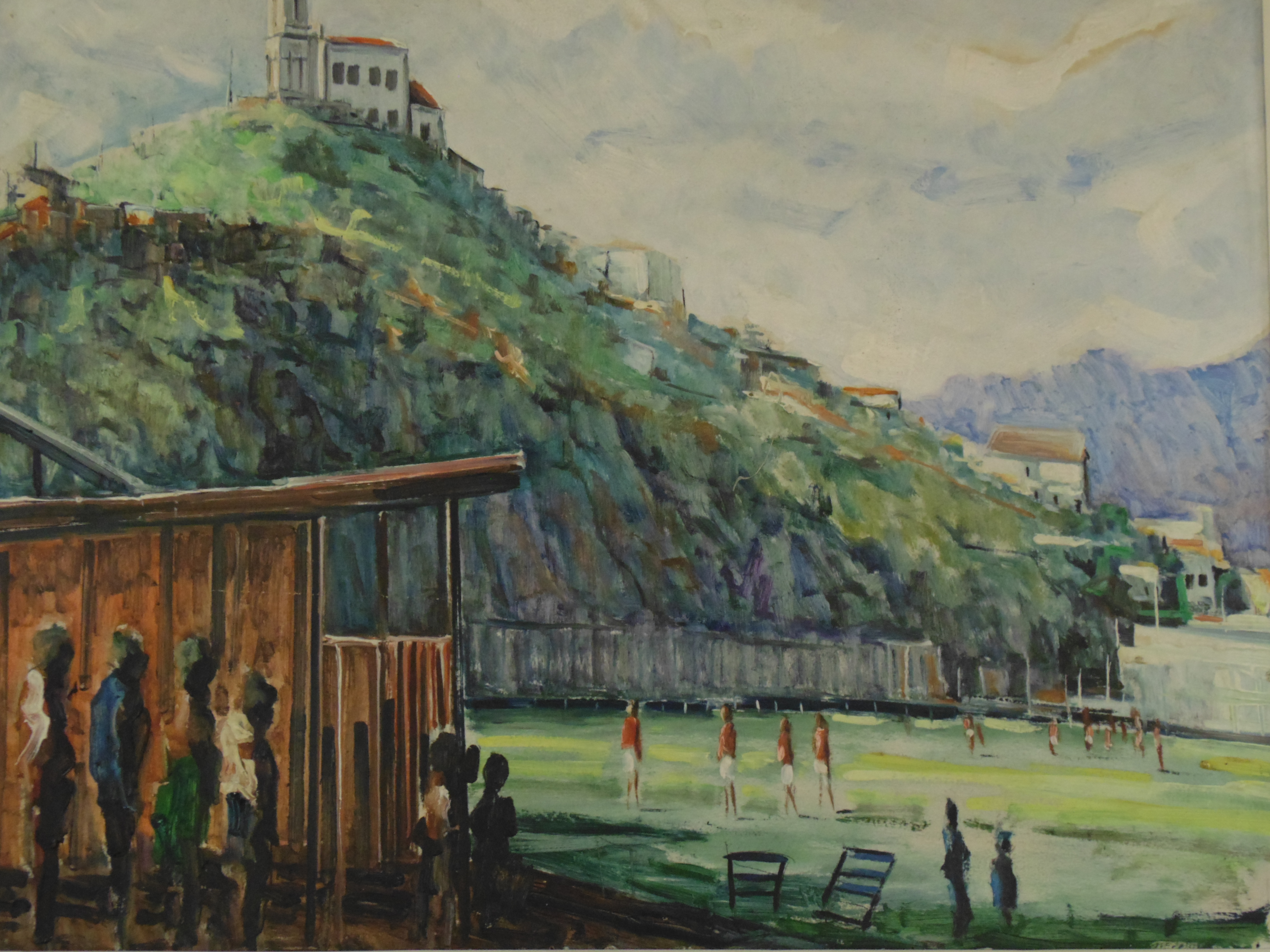
Estádio Wolney Braune, antigo campo do Andaraí. Ao fundo, Igreja Santo Antônio de Lisboa.

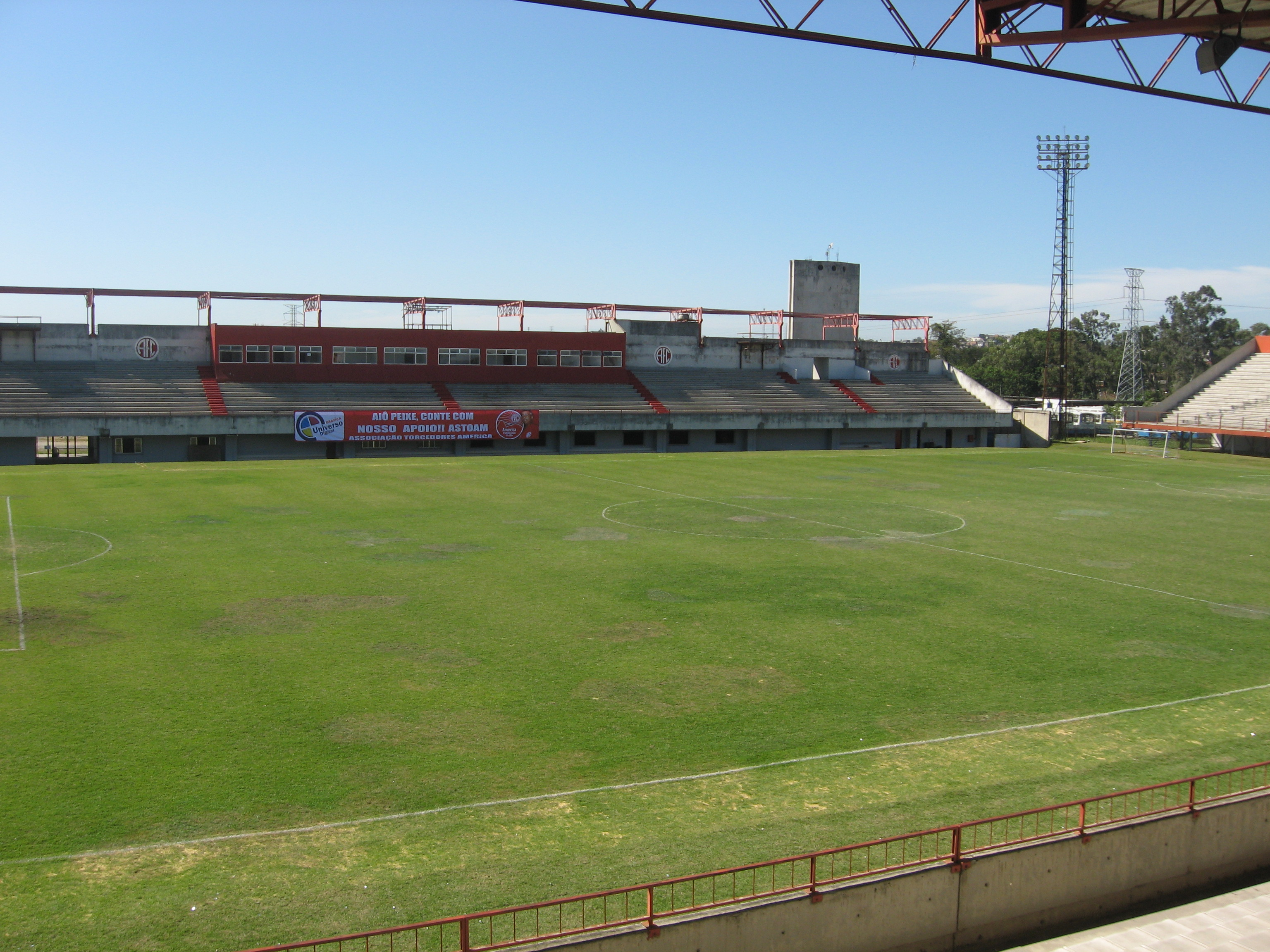
Estádio Giulite Coutinho em Mesquita RJ.

O America teve diversas e sedes e campos no transcorrer de sua História, conforme descrito abaixo.
Primeiros campos
As primeiras bolas foram chutadas em um terreno pertencente à Estrada de Ferro Rio D'Ouro, na Rua Pedro Alves, com o America se mudando logo após para a Rua São Francisco Xavier, 78, não sendo este ainda um campo apropriado para partidas oficiais. Inicialmente, o America mandou os seus jogos, na Rua Ferrer (em Bangu) e na Rua Guanabara (Laranjeiras).
Primeiras sedes
A primeira sede foi na Rua Pedro Alves número 83, no bairro da Saúde, no ano de 1904; a segunda, na mesma rua, no número 55, em 1905; a terceira, na Rua Felipe Camarão foi inaugurada em 1906; a quarta, na Rua São Francisco Xavier número 85-B, em 1907; a quinta na Rua do Passeio, 56/2º andar, em 1908. Posteriormente, na residência de Belfort Duarte, à Rua Torres Homem, 279, depois, à Rua Maria José (atual Rua Zamenhoff) número 63. Em 1911 o America se instalou definitivamente na Rua Campos Sales, número 98 (mais tarde renumerado para 118), no bairro da Tijuca.
Campos Sales
A sua sede definitiva veio com a incorporação do Haddock Lobo FC em 1911, passando a jogar no campo, alugado . O America se beneficiou da aquisição dos terrenos e integração dos atletas e associados deste clube, assim como aconteceu após a extinção do Riachuelo ainda em 1911, quando o America se reforçou ainda mais, tornando-se um dos grandes clubes do Rio de Janeiro. O primeiro jogo, como mandante, foi em 27 de agosto de 1911, na vitória sobre o Rio Cricket por 3x1 (gols de Costa, Belford Duarte - de penalti, e Nabuco), com as arquibancadas de madeira sendo inauguradas em 12 de outubro de 1911, com um amistoso que terminou empatado em 1 a 1, contra o Ypiranga, de São Paulo - neste estádio o America obteve seus campeonatos de 1916, 1928 e 1931, alem da histórica goleada sobre o Botafogo por 11x2, em 1929; O clube adquiriu definitivamente o terreno, após saldar a hipoteca dem 1931; Tendo a partir daí um bom campo para disputar os seus jogos, construiu nele uma estrutura de estádio em 1952, quando foram inauguradas as novas instalações, com capacidade para 25.000 pessoas, em 29 de junho, com uma vitória sobre o Vasco por 1x0, gol de Leonidas da Selva. Até tirar do Estádio da Rua Campos Sales o seu campo de jogo em 1962, o America conquistou os seus 7 títulos estaduais. A sede social permaneceu em Campos Sales, mesmo após a desativação do estádio.
Estádio Wolney Braune
Com o dinheiro da venda do médio volante Amaro para a Juventus de Turim em 1961, o America comprou o campo do Andarahy Athletico Club por 60 milhões de cruzeiros e o Estádio de Campos Sales foi demolido para se transformar em sede social.
Em 19 de abril de 1967, o America inaugurou o seu novo estádio, nomeado Wolney Braune, em uma partida de juvenis contra o Fluminense. O jogo terminou empatado por 1 a 1, com o primeiro gol sendo marcado por João Francisco aos 37 minutos do primeiro tempo, de falta, para o Flu, e Antônio Carlos empatando a partida para o America aos 14 minutos da etapa final, também em cobrança de falta .
Após melhorias que incluíram sua ampliação, o estádio foi reinaugurado no dia 20 de janeiro de 1977, em um jogo amistoso contra o Palmeiras. A partida não terminou, pois após as expulsões de Vasconcelos, Jorge Mendonça e Toninho, os atletas Rosemiro e Samuel alegaram contusões, e o Palmeiras ficou sem condições legais para prosseguir. O resultado final foi a vitória do America por 1 a 0, através de um pênalti convertido por Bráulio, em uma partida assistida por 4.129 pagantes, além de cerca de 1.500 pessoas que assistiram ao jogo do alto do morro de Santo Antônio, localizado ao lado de uma das arquibancadas  .
Durante muitos anos, a GRES Unidos de Vila Isabel, tradicional escola de samba do Rio de Janeiro, utilizou o local para a realização de seus ensaios.
Em 1993, o terreno foi vendido por US$13 milhões. No lugar, foi erguido o antigo Shopping Iguatemi, hoje conhecido como Boulevard Rio Shopping, inaugurado em 29 de setembro de 1996. Em troca, a construtora do empreendimento ergueu um estádio na Baixada Fluminense para o clube. Tinha capacidade para 5.000 pessoas.
KM 18 - Centro de Treinamento
Situado no quilômetro 18 da Rodovia Washington Luís (BR-040), o Centro de Treinamentos e Lazer do America Football Club, que já foi apelidado de "Mansão do Diabo", tradicionalmente usado como ponto de encontro da equipe principal.
Atualmente utilizado para as categorias da base, o CTL oferece um campo de futebol com medidas oficiais, vestiários completos, setor médico, área de fisioterapia, cozinha equipada, churrasqueira, piscina, sala de jogos e uma espaçosa casa em estilo colonial, que funciona como moradia para jovens atletas das categorias de base de outras localidades.
Estádio Giulite Coutinho
O America inaugurou em 23 de janeiro de 2000, na vitória de 3 a 1 sobre a Seleção Carioca o seu novo estádio, onde o atacante Sorato, do América, marcou o primeiro gol perante mais de 4.000 torcedores. 

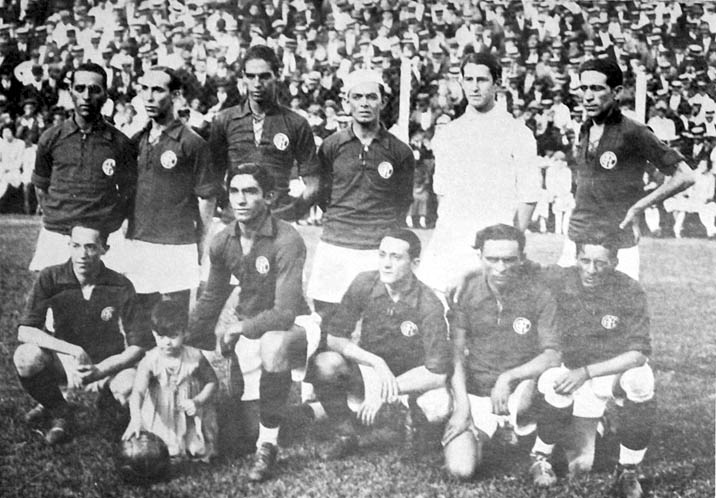
America fc 1929

O nome do estádio é uma homenagem ao ex-dirigente rubro e da CBF, Giulite Coutinho. O estádio está localizado no bairro de Cosmorama, no município de Mesquita, Baixada Fluminense, e é facilmente acessível, a apenas 200 metros da estação ferroviária de Edson Passos. Mantendo a sua sede social na Rua Campos Sales, no bairro da Tijuca, na cidade do Rio de Janeiro. O Estádio Giulite Coutinho tem capacidade para mais de 13.000 pessoas, podendo ser ampliado conforme consta no projeto original para 32.000 lugares, e foi uma das subsedes do futebol, em 2011, dos Jogos Mundiais Militares.

## Símbolos

### Cores

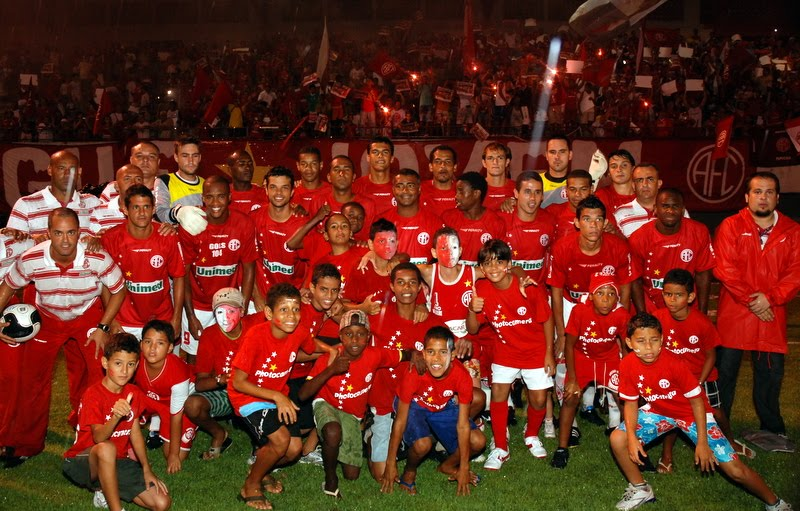
Uniforme americano em 2009.

Sua primeira camisa, a de 1904 até 1906 era toda preta. De 1906 a 1908, ficou rubro-negra por conta de problemas de fornecimento. Finalmente, em 1908, graças a João Evangelista Belfort Duarte, foi substituída pela atual e tradicional camisa vermelha e calção branco. As novas cores foram escolhidas em homenagem à Associação Athletica Mackenzie College, de São Paulo, a quem o America havia enfrentado em jogo amistoso interestadual, por sugestão de Belfort Duarte, sendo este o seu clube de origem.

### Uniforme
O uniforme tradicional do America é camisa vermelha e short branco, seu uniforme reserva é ou camisa branca com short vermelho, ou sofre variações como o uso de uma combinação toda vermelha ou toda branca.

### Escudo

Escudo.

O escudo do America consiste num circulo vermelho com o acrônimo AFC introduzido neste. O escudo do America é o escudo de clube brasileiro mais reproduzido no mundo, sendo copiado por dezenas de outros "Américas" no país, que apenas acrescentaram outro contendo o nome da cidade de onde aquela agremiação era.
Até o final dos anos 1980, o America era o mais importante dos "Américas" do país, sendo semifinalista de um Campeonato Brasileiro de Futebol na Década de 1980, mas, antes mesmo dessas boas campanhas, a tradicional agremiação carioca já havia inspirado dezenas de clubes no país.

### Mascote

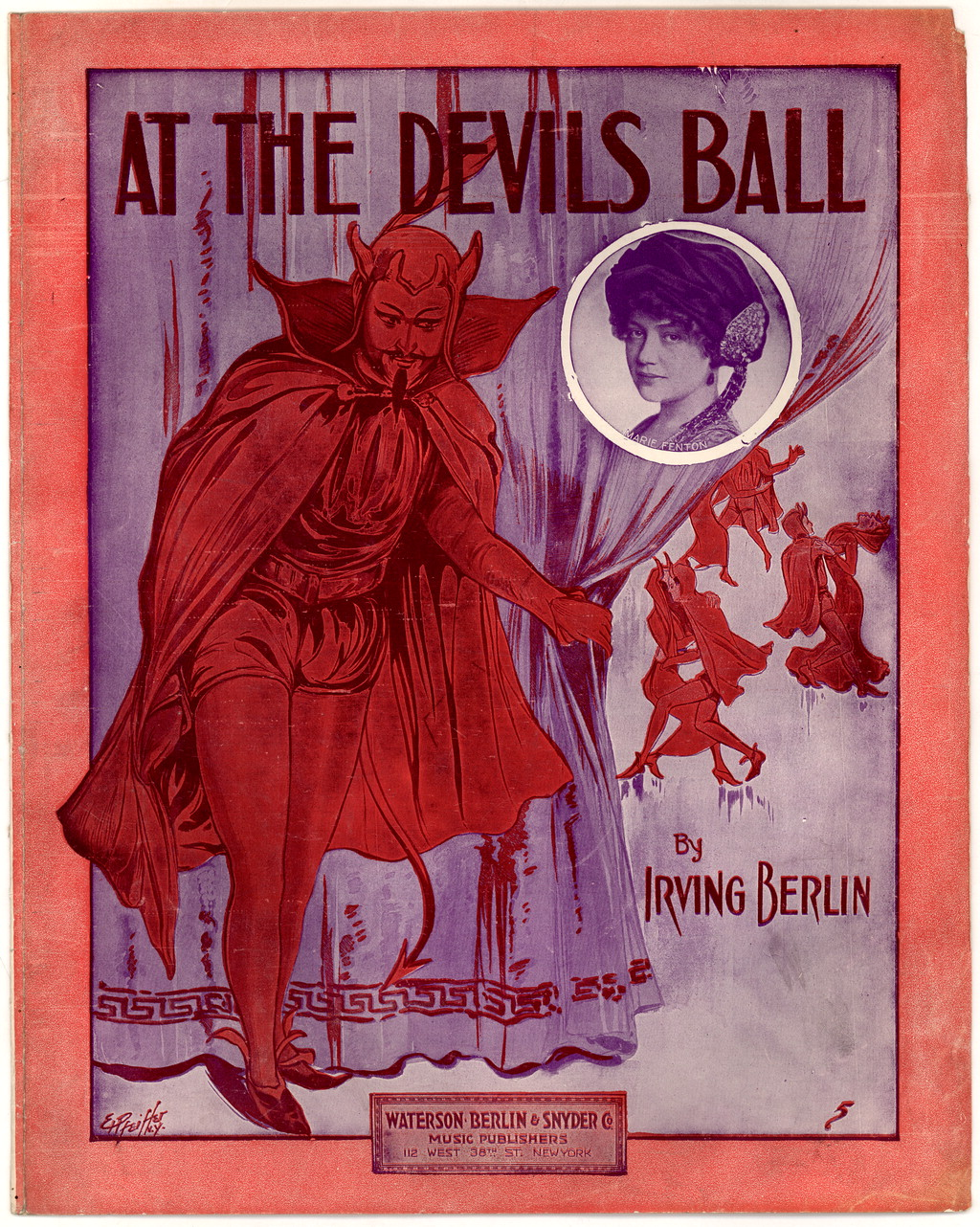
Representação do diabo.

O mascote do America é caracterizado pelo Diabo. A escolha se deu pela personificação popular deste em um ser antropomorfo de pele avermelhada, cor da camisa do clube. O mascote foi adotado em 1947, desenhado pelo cartunista argentino Lorenzo Molas. Porém, há registros de jornais da década de 1930 já chamarem o America de Diabo Rubro. Em sua versão infantil, o mascote é o personagem Brasinha, original Hot Stuff The Little Devil, da editora Harvey Comics que começou a ser publicado à partir de outubro de 1957 nos Estados Unidos.
Uma ideia de mudança do mascote foi abordada em 2006 quando o presidente Reginaldo Mathias pediu alguma idéia para o técnico Jorginho. O técnico, seguidor de religião evangélica, assumiu o clube e sugeriu que fosse adotado como mascote a Águia, uma associação com os Estados Unidos da America. Além disso, torcedores, fugindo da originalidade, sugeriram que o clube adotasse como mascote o personagem Capitão América, porém, a diretoria recusou as duas petições.

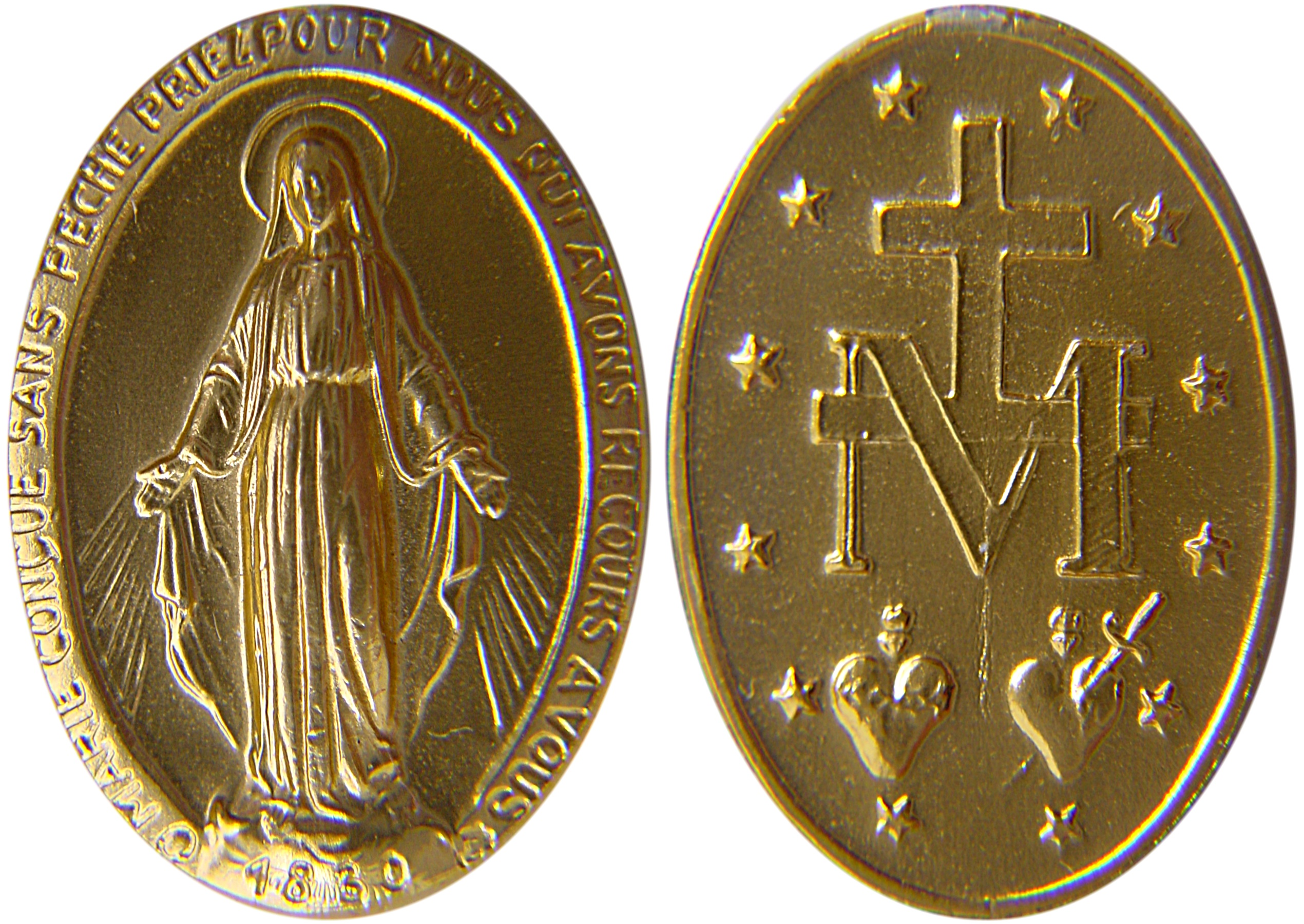
Medalha de Nª Sra. das Graças.

### Padroeiros

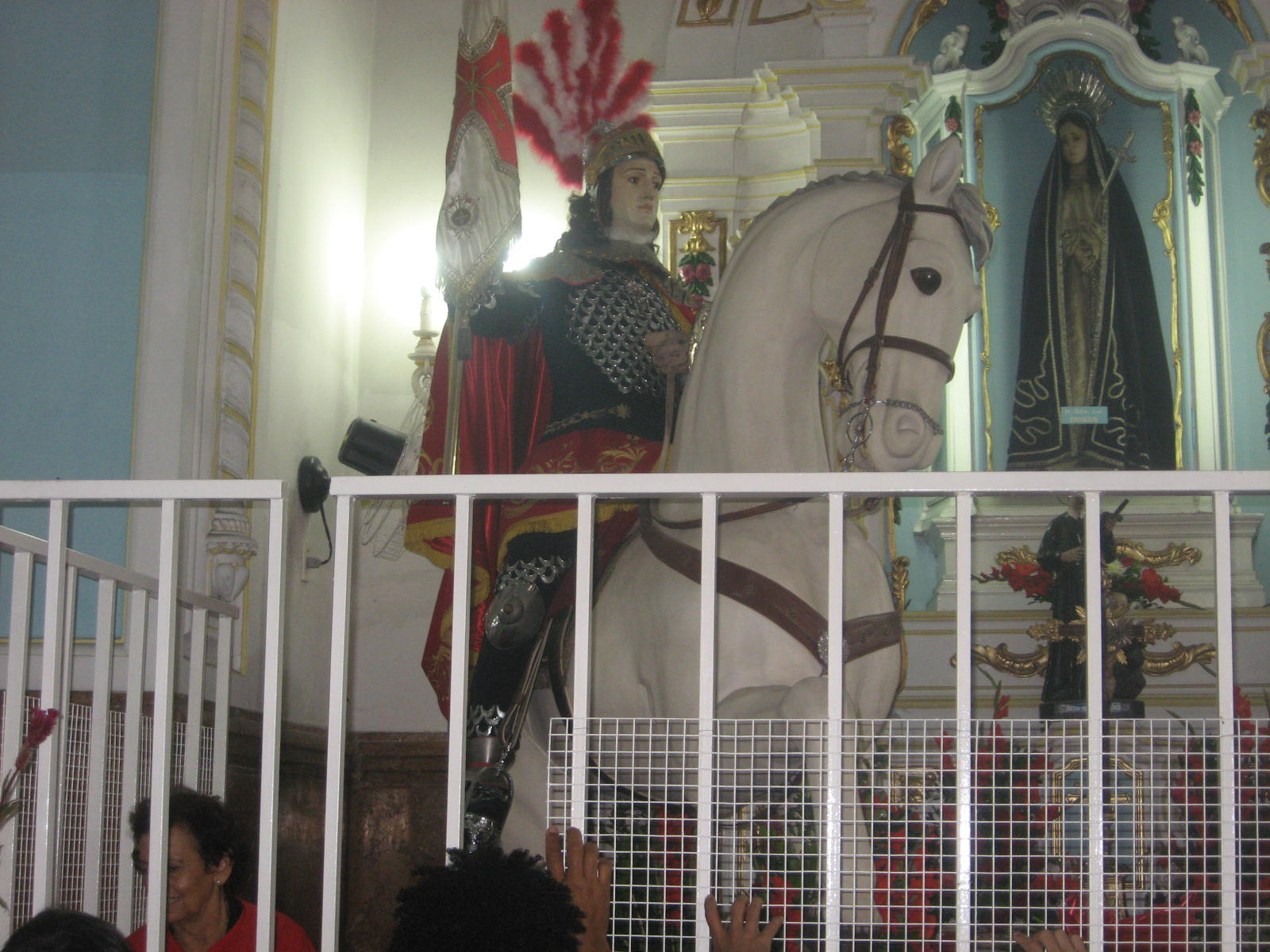
Imagem de São Jorge.

O America adota como santos padroeiros, Nossa Senhora das Graças e São Jorge.

### Hino

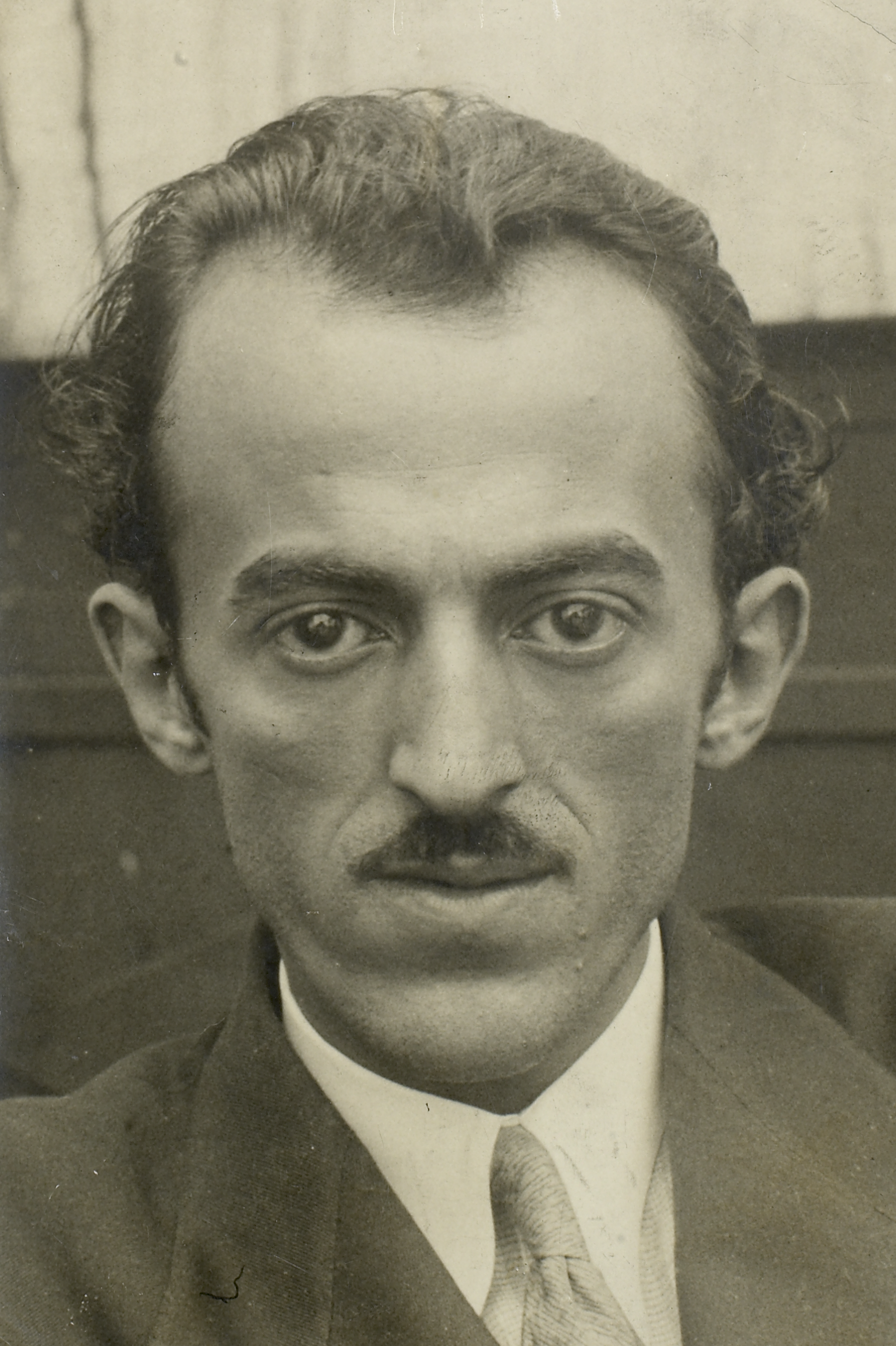
Lamartine Babo em 1956.

Em 1915 foi composto o primeiro hino do America por Freire Júnior, com letra de Luiz França; em 1922 foi criada a segunda versão por Freire Júnior, até se chegar a versão criada pelo compositor americano Lamartine Babo, em 1947.
Esta última versão, porém, tem sua melodia opinada como plágio por alguns estudiosos da música, como João Vidal, professor da Escola de Música da UFRJ. Lamartine Babo, possivelmente, havia se inspirado na canção estadunidense de 1912 "Row, Row, Row", de William Jerome e Jimmie V. Monaco, oriunda da canção dos remadores de Oxford, no Reino Unido, ou mesmo teria copiado o hino da equipe de futebol australiano Richmond Tigers.
No ano de 1997 o hino recebeu uma versão com a sonoridade atualizada para o final da década de 1990 do século XX, com uma versão na voz de Tim Maia no álbum "O Hinos dos Grandes Clubes Brasileiros cantados por Feras do Rock e da MPB".

## Principais títulos oficiais
O America apresenta em seu cartel de títulos a conquista do International Soccer League de 1962, competição disputada nos Estados Unidos da América também por grandes clubes da América do Norte e da Europa; o Torneio dos Campeões de 1982, torneio oficial organizado pela CBF, que contava com a maioria dos grandes clubes do Brasil da época; a Taça Ioduran de 1917, vencida por w.o; além dos 7 títulos da primeira divisão do Campeonato Carioca, sendo o quinto clube em número de conquistas estaduais no Rio de Janeiro.
Excluindo as conquistas por mérito que não exclusiva ou necessariamente tem a ver com o desempenho de excelência em campo do time principal, como as da Taça Eficiência e da Taça Disciplina, os turnos e demais fases de campeonatos, como a da Zona Sul da Taça Brasil, o America ostenta 17 títulos oficiais apenas no futebol profissional.
Títulos oficiais. 
| INTERCONTINENTAIS                      | INTERCONTINENTAIS             | INTERCONTINENTAIS | INTERCONTINENTAIS                                               |
|                                        | Competição                    | Títulos           | Temporadas                                                      |
| -------------------------------------- | ----------------------------- | ----------------- | --------------------------------------------------------------- |
|                                        | International Soccer League   | 1                 | 1962                                                            |
| NACIONAIS                              |                               |                   |                                                                 |
|                                        | Competição                    | Títulos           | Temporadas                                                      |
|                                        | Torneio dos Campeões          | 1                 | 1982                                                            |
| INTERESTADUAIS                         |                               |                   |                                                                 |
|                                        | Competição                    | Títulos           | Temporadas                                                      |
|                                        | Taça Ioduran                  | 1                 | 1917                                                            |
| ESTADUAIS                              |                               |                   |                                                                 |
|                                        | Competição                    | Títulos           | Temporadas                                                      |
|                                        | Campeonato Carioca            | 7                 | 1913, 1916, 1922, 1928, 1931, 1935 e 1960                       |
|                                        | Campeonato Carioca - Série A2 | 3                 | 2009, 2015 e 2018                                               |
|                                        | Torneio Extra(1)              | 2                 | 1938 e 1952                                                     |
|                                        | Torneio Relâmpago(1)          | 1                 | 1945                                                            |
|                                        | Torneio Início                | 1                 | 1949                                                            |
| TURNOS E TORNEIOS EM ANEXO AO ESTADUAL |                               |                   |                                                                 |
|                                        | Competição                    | Títulos           | Temporadas                                                      |
|                                        | Taça Guanabara                | 1                 | 1974                                                            |
|                                        | Taça Rio                      | 1                 | 1982                                                            |
|                                        | Taça Corcovado                | 1                 | 2017                                                            |
|                                        | Taça Santos Dumont            | 1                 | 2019                                                            |
| PRINCIPAIS TÍTULOS                     |                               |                   |                                                                 |
|                                        | Conquistas                    | Títulos           | Categorias                                                      |
|                                        | Títulos oficiais              | 17                | 1 intercontinental, 1 nacional, 1 interestadual e 14 estaduais. |

(1) O Rio de Janeiro, na época, possuía status de Distrito Federal, equivalente ao de estado.

## Estatísticas e temporadas

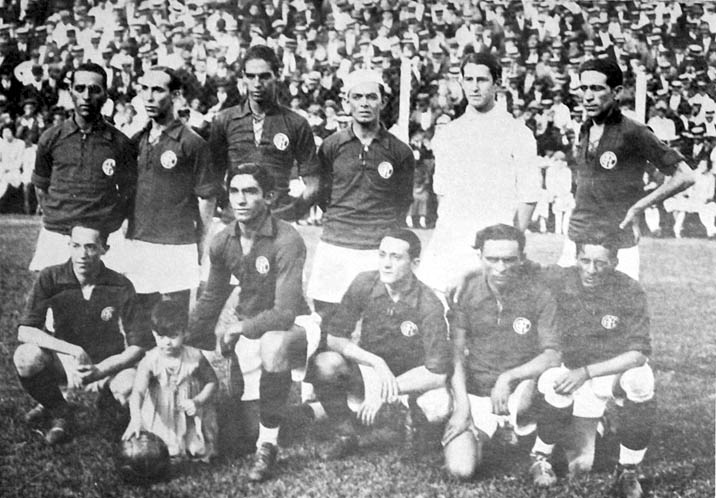
Time vice-campeão carioca em 1929.

### Participações

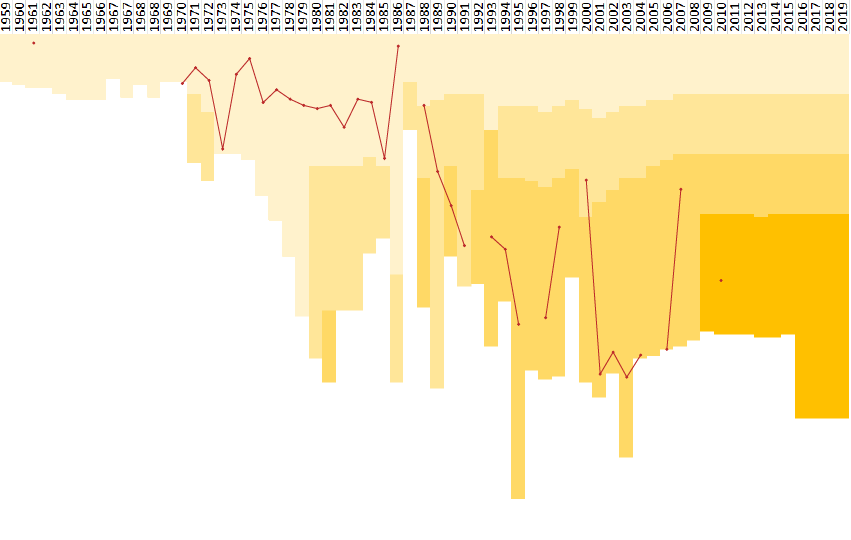
Posição final do America ao final de cada temporada do Campeonato Brasileiro (1959-2019), com o tom mais claro indicando a primeira divisão (atual Série A) e assim sucessivamente para as divisões inferiores.

|  | Participações em 2025 |

| Competição     | Competição            | Temporadas | Melhor campanha             | Estreia | Última | P | R |
| Rio de Janeiro | Campeonato Carioca    | 108        | Campeão (7 vezes)           | 1908    | 2021   |   | 5 |
| Rio de Janeiro | Série A2 do Carioca   | 11         | Campeão (2009, 2015 e 2018) | 1906    | 2025   | 5 | – |
| Brasil         | Campeonato Brasileiro | 19         | 3º colocado (1961)          | 1961    | 1988   |   | 1 |
| Brasil         | Série B               | 5          | 19º colocado (1982)         | 1981    | 2000   | 1 | – |
| Brasil         | Série C               | 11         | 12º colocado (2007)         | 1990    | 2007   | – | – |
| Brasil         | Série D               | 1          | 21º colocado (2010)         | 2010    | 2010   | – |   |
| Brasil         | Copa do Brasil        | 3          | 2ª fase (2007)              | 2004    | 2007   |   |   |

### Jogos internacionais
O America disputou até hoje pelo menos 158 jogos contra clubes, combinados ou seleções estrangeiras, com 78 vitórias, 35 empates e 45 derrotas, 205 gols a favor e 103 contra, números estes que não incluem partidas contra clubes brasileiros válidos por competições internacionais ou realizados no exterior contra eles. O último amistoso internacional não integrou este cômputo, foi o jogo entre o America e o campeão da Copa da China, Shandong Luneng Taishan, disputado em 27 de janeiro de 2013, registrando como resultado final o empate em 2 a 2.

### Clássicos do America
Para o America, são clássicos as partidas contra Botafogo, Flamengo, Fluminense e Vasco, clubes com os quais decidiu vários campeonatos cariocas e outras competições, e contra o Bangu, clube que tenta ser a quinta força do futebol carioca, posto dominado pelo America em todos os rankings estaduais e nacionais, com o qual faz confrontos muito acirrados.

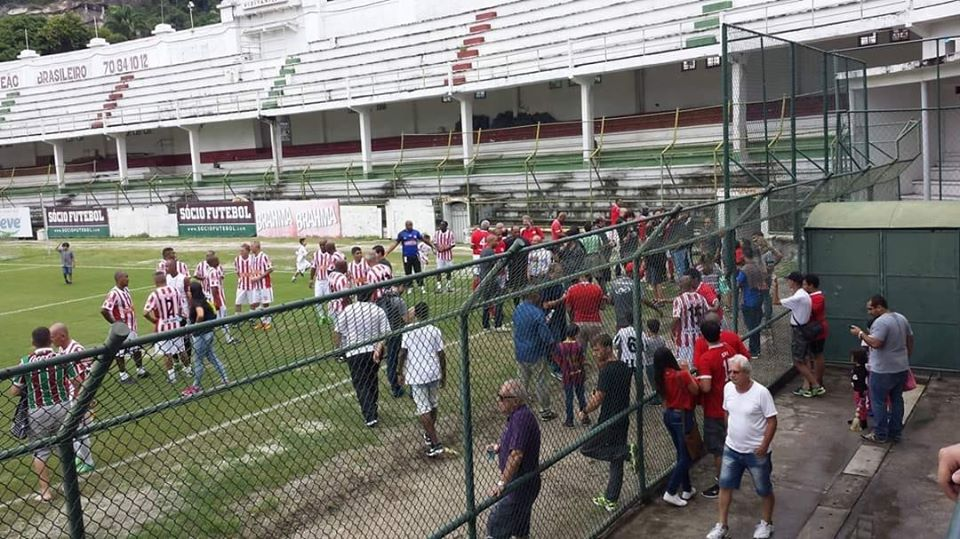
Veteranos do America e do Bangu em Laranjeiras.

Maiores clássicos por número de jogos
- Atualizado até 16 de setembro de 2021.

1. America versus Flamengo: 301 jogos, 84 vitórias americanas (27,90%).
2. America versus Fluminense: 300 jogos, 81 vitórias americanas (27,00%).[31]
3. America versus Bangu: 280 jogos, 110 vitórias americanas (39,28%).
4. America versus Vasco: 274 jogos, 71 vitórias americanas (25,91%).
5. America versus Botafogo: 273 jogos, 82 vitórias americanas (30,03%).

Maiores clássicos por antiguidade e melhores resultados
1. America versus Bangu: America 1–6 Bangu, 6 de agosto de 1905.
2. America versus Botafogo: America 7–1 Botafogo, 22 de março de 1908.
3. America versus Fluminense: America 1–2 Fluminense, 19 de julho de 1908.
4. America versus Flamengo: America 3–6 Flamengo, 19 de maio de 1912.
5. America versus Vasco: America 5–1 Vasco, 14 de março de 1920.

### Maiores goleadas
1. America 11–2 Botafogo, 3 de novembro de 1929.[32]
2. America 10–1 Haddock Lobo, 16 de outubro de 1910.
3. America 10–2 Olaria, 24 de maio de 1947.
4. America 9–0 Bangu, 4 de setembro de 1910.
5. America 9–1 Americano do Rio de Janeiro, 3 de maio de 1913.
6. America 8–0 Rio Cricket, 30 de maio de 1915.
7. America 8–0 Andaraí, 19 de dezembro de 1937.
8. America 8–1 Portuguesa-RJ, 18 de outubro de 1936.
9. America 8–1 Bonsucesso, 25 de janeiro de 1938.
10. America 8–1 Serra Macaense, 10 de abril de 2013.

Maiores goleadas no Campeonato Brasileiro Série A
1. America 6–1 Mixto-MT, 22 de novembro de 1979.[33]
2. America 5–1 Colorado-PR, 30 de abril de 1983.
3. America 4–0 Bahia-BA, 8 de outubro de 1969.
4. America 4–0 São Paulo-SP, 26 de novembro de 1969.
5. America 4–0 Rio Branco-ES, 4 de março de 1983.

## Rankings

### Ranking Histórico da revistaPLACAR
- Posição: 31º.[34]
- Pontuação: 42 pontos.
- Obs.: A revista PLACAR não considera o Torneio dos Campeões, competição oficial da CBD, para efeito de pontuação, embora reconheça para este fim outros torneios semelhantes a este, o que daria ao America mais 6 pontos e a 28º colocação entre os clubes brasileiros ranqueados.

### RankingPLACARde mérito doCampeonato Brasileiro
- Posição: 29º.[35]
- Pontuação: 10 pontos.

### RankingPLACARde pontos doCampeonato Brasileiro
- Posição: 30º.[36]
- Pontuação: 346 pontos.

## A torcida rubra
Em pesquisa de torcidas realizadas em 1951, o America contava com 7,3% da torcida carioca; em 1954 com 6%; em 1959 com 7%; em 1962, o Jornal do Brasil publicou pesquisa do Gallup, encontrando 4%; em 1971 já encontram-se 3%, com o Ibope tendo apontado 4% um ano antes; há também uma pesquisa do IBOPE, de 1978, dando ao America a preferência de 3,5% dos entrevistados. Pesquisas mais recentes (Gallup 1993, Placar nº 1.189 de 2001 e IBPS 2007, esta última divulgada pelo jornal O GLOBO, em 20 de janeiro de 2008), apontaram o America com cerca de 1% da torcida do Rio de Janeiro, o que somaria algo em torno de 160.000 torcedores somente neste estado, enquanto a pesquisa LANCE IBOPE 2010 apurou um percentual de 0,5% da torcida estadual, com uma margem de erro de 1,2%, o que pode indicar que a torcida rubra poderia ser de até 1,7% do Estado do Rio de Janeiro, com o percentual de 1% encontrado em pesquisas mais recentes, contido dentro desta margem.
Considerando que o America tem torcida, assim como os demais clubes cariocas, em locais como o Espírito Santo, Zona da Mata Mineira, Santa Catarina e Distrito Federal, para não falar de outras regiões onde existe maior diversificação de torcedores, é possível supor que o America tenha mais de 200.000 torcedores, mesmo após passar alguns anos afastado do cenário nacional. Na cidade do Rio de Janeiro, tradicionalmente a torcida rubra se concentra na região conhecida como Grande Tijuca, onde o clube tem sede e onde também se localizavam os seus estádios anteriores.

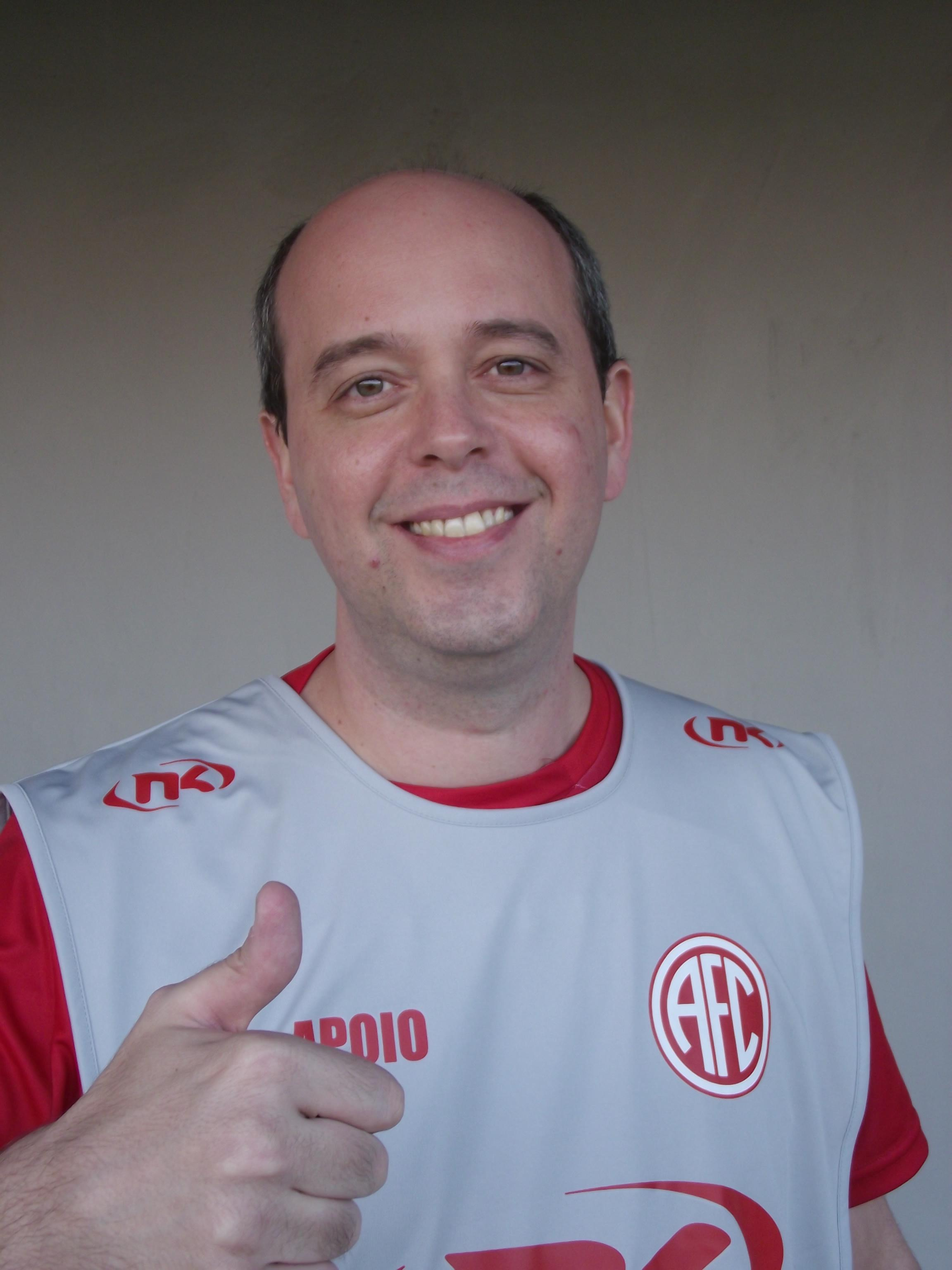
Alex Escobar, torcedor rubro.

No Campeonato Brasileiro a média de público pagante histórica do America, é de cerca de 6.500 torcedores nos jogos com mando de campo rubro.
No Campeonato Carioca a média de público do America com mando de campo a partir de 1971 é de 7.117 torcedores por partida.
Torcidas organizadas:
- Sangue Jovem
- Inferno Rubro
- Inferno Rubro de Niterói (extinta em 1987)
- Nitorrubra (extinta nos anos 1980)
- Leões Rubros (extinta nos anos 1980)
- Belford Duarte (extinta nos anos 1990)
- Máfia Rubra (1993-94)
- Sampaio Rubro
- Planalto Rubro (Brasília/DF)
- Leões da Baixada
- Mangua Sangue
- Fiel Rubro
- AnarcomunaAmerica
- Pavilhão Rubro
- Endiabrados

### Maiores públicos

America 4 a 2 Benfica em 1955, 94.642 torcedores presentes ao Maracanã.

- Exceto quando informados os públicos presente e pagante, os demais referem-se aos públicos pagantes.[40]

1. America 1–4 Flamengo, 147.661, 4 de abril de 1956 (139.599 pagantes).
2. America 0–2 Fluminense, 141.689, 9 de junho de 1968 (120.178 pagantes, rodada dupla).
3. America 1–2 Vasco, 121.765, 28 de janeiro de 1951 (104.775 pagantes).
4. America 2–0 Bangu, 106.515, 31 de maio de 1970 (rodada tripla).
5. America 1–0 Flamengo, 104.532, 25 de abril de 1976.
6. America 5–1 Flamengo, 102.002, 1 de abril de 1956 (94.516 pagantes).
7. America 2–1 Bonsucesso, 101.363, 25 de julho de 1973 (rodada dupla).
8. America 2–0 Fluminense, 100.635, 17 de março de 1956 (92.736 pagantes).
9. America 2–1 Fluminense, 98.099, 18 de dezembro de 1960.
10. America 1–0 Fluminense, 97.681, 22 de setembro de 1974.
11. America 0–1 Fluminense, 96.035, 27 de abril de 1975.
12. America 2–2 Botafogo, 94.735, 10 de agosto de 1969 (rodada dupla).
13. America 4–2 Benfica, 94.642, 3 de julho de 1955 (87.686 pagantes).
14. America 1–1 Flamengo, 93.393, 18 de maio de 1969 (rodada dupla).

Maiores públicos no Campeonato Brasileiro Série A
- Partidas disputadas no Estádio do Maracanã, públicos pagantes.

1. America 0–3 Flamengo, 55.452, 8 de abril de 1984.
2. America 1–1 São Paulo-SP, 50.502, 18 de fevereiro de 1987.
3. America 1–1 Flamengo, 48.124, 6 de novembro de 1977.
4. America 1–3 Vasco, 47.164, 27 de fevereiro de 1982.
5. America 1–3 Santa Cruz-PE, 46.115, 8 de novembro de 1975.
6. America 1–0 Fluminense, 41.768, 30 de novembro de 1975.
7. America 0–1 Vasco, 40.150, 23 de fevereiro de 1980.
8. America 0–1 Flamengo, 38.712, 17 de outubro de 1976.
9. America 2–1 Botafogo, 38.679, 26 de março de 1983.
10. America 0–0 Botafogo, 36.580, 18 de março de 1984.

### Personalidades rubras
Torcedores ilustres

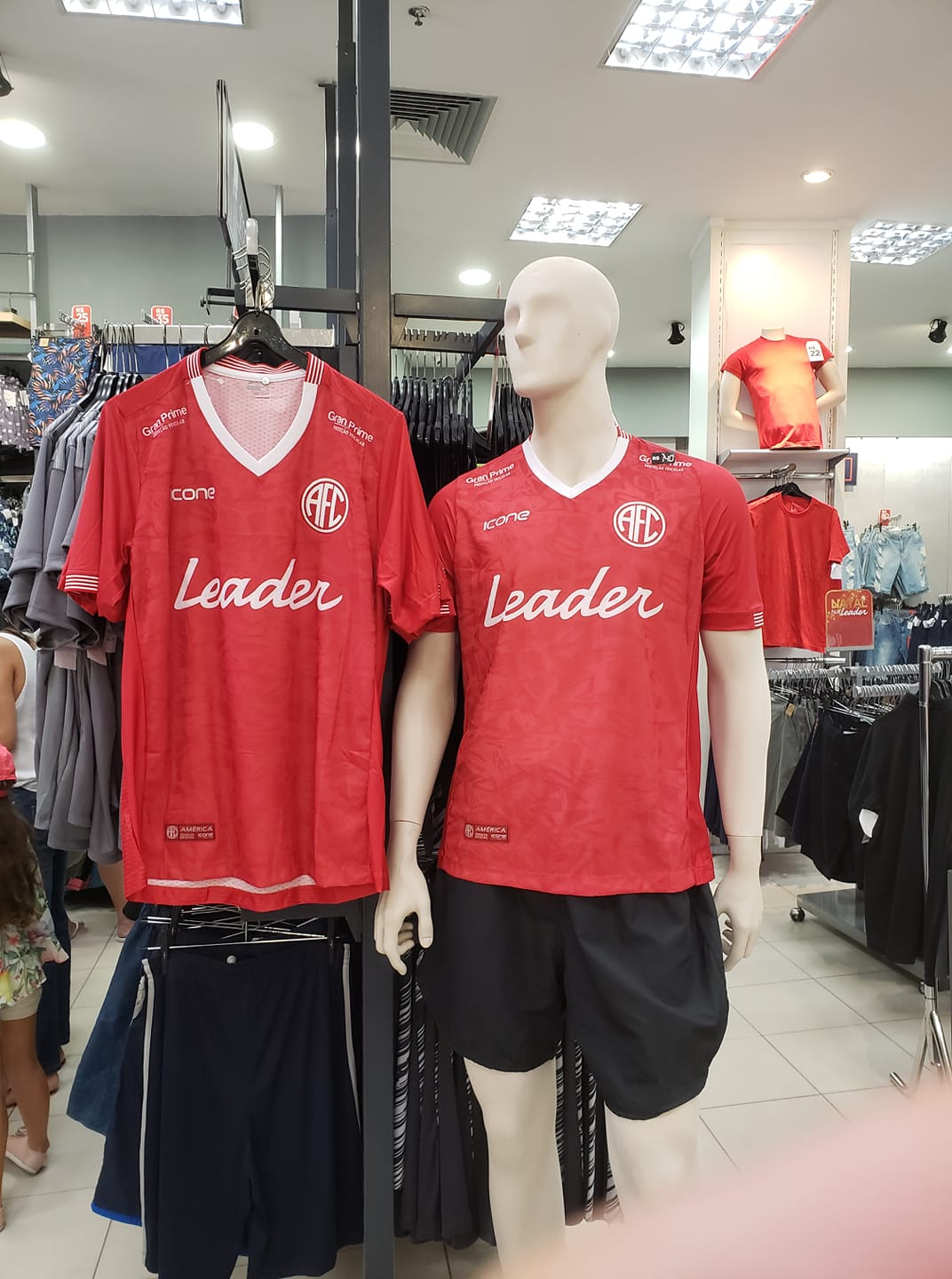
Camisa do America 2020 em exposição.

| - Arnaldo Niskier, escritor e educador - Sobral Pinto, advogado, escreveu o estatuto do clube - Alvaro Valle, político - Marcelo Cerqueira, político e jurista - Edson Santos, político e ex-ministro - Tim Maia, cantor - Noel Rosa, compositor e musico - Ismael Silva, musico e compositor - Heitor Villa-Lobos, maestro - Lamartine Babo, compositor - Mário Reis, cantor - Dona Ivone Lara, compositora e cantora - Monarco, compositor e cantor - Plínio Leite, educador - Oscarito, comediante - Gilberto Braga, novelista | - Elia Júnior, jornalista - Max Nunes, diretor de tv e cardiologista - Dalto, compositor e cantor - Jorge Perlingeiro, apresentador de TV - Aérton Perlingeiro, apresentador de TV - Tico Santa Cruz, cantor e compositor - Leandro Hassum, comediante - Thalma de Freitas, atriz - Cássia Linhares, atriz - Reinaldo Gonzaga, ator - Antônio Carlos, apresentador da Rádio Globo - Gontijo Teodoro, radialista (Repórter Esso) - Alex Escobar, jornalista | - José Trajano, jornalista - Sílvio Caldas, cantor - Carlos Galhardo, cantor - Francisco Alves, cantor - Zagallo, técnico e jogador de futebol - Nicole Puzzi, atriz - Ari Fontoura, ator - Doalcei Camargo, radialista - Paulo Celestino, comediante - Marcelino Rodriguez, escritor - Mario Tupinambá, comediante - João Cabral de Melo Neto, escritor e poeta - Marcos Sabino, cantor - Dedé Santana, comediante - João Carlos Barroso, ator |

## Presidentes e treinadores
Técnicos campeões de competições oficiais

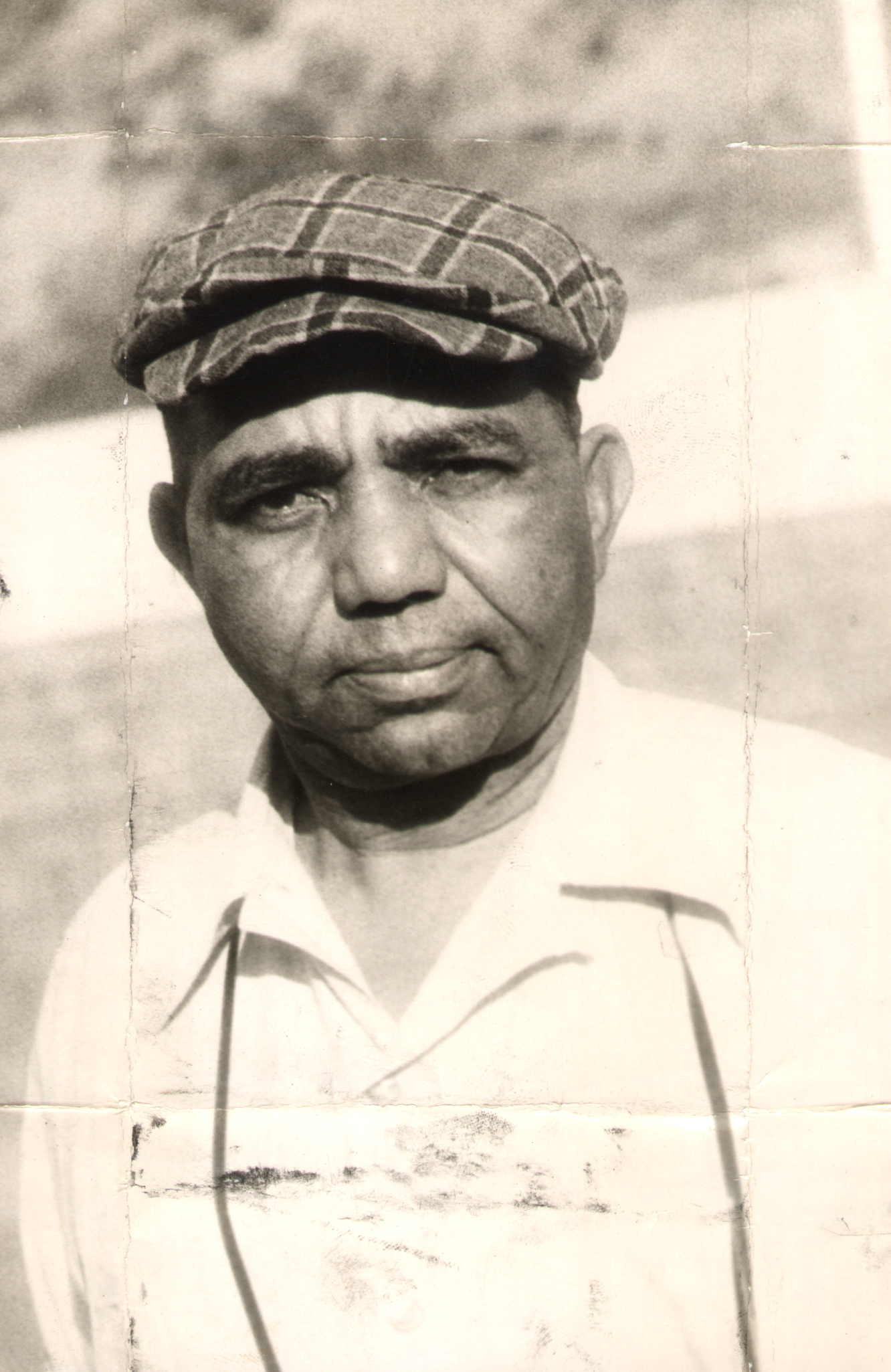
Gentil Cardoso.

 Charles Williams: campeão do Campeonato Carioca de 1928
 Jaime Pereira Barcellos: campeão do Campeonato Carioca de 1931
 Fernando Ojeda: campeão do Campeonato Carioca de 1935
 Tito Rodriguez: campeão do Torneio Extra de 1938
 Gentil Cardoso: campeão do Torneio Relâmpago de 1945
 Russo: campeão do Torneio Início do Campeonato Carioca de 1949
 José Ferreira Lemos "Juca": campeão do Torneio Extra Carlos Martins da Rocha de 1952
 Martim Francisco: campeão do Terceiro Turno do Campeonato Carioca de 1955
 Jorge Vieira: campeão do Campeonato Carioca de 1960
 Lourival Lorenzi: campeão da Zona Sul da Taça Brasil de 1961
 Danilo Alvim: campeão da Taça Guanabara de 1974
 Dudu: campeão do Torneio dos Campeões da CBF de 1982
 Edu Coimbra: campeão da Taça Rio de 1982
 Lira: campeão do Campeonato Carioca - Série B de 2009
 Ricardo Cruz: campeão do Campeonato Carioca - Série B de 2015
 Luisinho Lemos: campeão do Campeonato Carioca - Série B de 2018
Outro destaque nacional
 Pinheiro: semifinalista do Campeonato Brasileiro de 1986 - Série A

## Jogadores

### Seleção do America do Século XX
Em 24 de janeiro de 2001, o Jornal do Brasil publicou a Seleção Histórica do America do século XX, eleita por torcedores ilustres do clube rubro:
Pompéia; Jorge, Djalma Dias, Alex e Ivan; Danilo Alvim e Bráulio; Maneco, Edu, Canário e Luisinho.

### Rubros na Seleção Brasileira

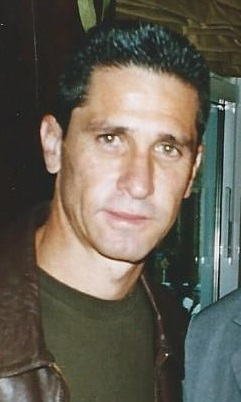
Jorginho em 2005.

O America teve cinquenta e sete jogadores convocados até hoje nas diversas categorias da Seleção Brasileira, sendo trinta e dois deles apenas na seleção principal com noventa e quatro participações em competições oficiais ou amistosas, tendo cedido três destes jogadores para representar o Brasil em Copas do Mundo, sendo que na Copa do Mundo de 1930 foram dois (Joel e  Hermógenes) e na Copa do Mundo de 1938 um (Britto). Entre tantos convocados, talvez o mais conhecido de todos seja Jorginho, lateral-direito revelado pelo America e onde ele jogava quando foi campeão mundial de juniores em 1983 e que posteriormente se tornaria campeão da Copa do Mundo de 1994, vindo mais tarde a iniciar sua carreira de treinador neste seu clube do coração.
No primeiro jogo da Seleção Brasileira, em 21 de julho de 1914 contra o Exeter City Football Club, o americano Osman fez o segundo gol da Seleção na vitória por 2 a 0, no Estádio de Laranjeiras.
Talvez o maior momento do America na Seleção Brasileira, tenha sido em 1956, quando os jogadores Édson, Hélio, Canário, Leônidas, Romeiro e Ferreira foram convocados para as disputas da Taça Oswaldo Cruz, diante do Paraguai (Brasil 5 a 2, com Leônidas marcando e os seis em campo), da Taça do Atlântico contra o Uruguai (Brasil 2 a 0, com Canário marcando e cinco americanos em campo) e Argentina (0 a 0 em Buenos Aires com quatro americanos em campo) e nos amistosos contra a Itália, quando Ferreira e Canário marcaram os gols brasileiros com quatro americanos em campo e nos dois amistosos contra a Tchecoslováquia, primeiro no Rio de Janeiro quando três americanos estavam em campo na derrota por 1 a 0 (Edson, Canário e Leônidas da Selva), como no segundo em São Paulo, quando dois americanos jogaram na vitória brasileira por 4 a 1 (Édson e Canário).
No sul americano de 1963, a seleção brasileira, que terminou em 4o.lugar, foi basicamente representada pela seleção mineira, mas integrada pelo goleiro rubro Jorge.
Na última oportunidade, dois jogadores do clube foram convocados para o elenco que conquistou o Torneio Bicentenário dos Estados Unidos, em 1976: Flecha e Orlando Lelé.
O clube também já teve jogadores convocados para a Seleção em Jogos Olímpicos, pelo menos em duas oportunidades: o lateral direito Terezo, nas Olimpíadas de Munique em 1972, e o atacante Jarbas, nos Jogos de Montreal em 1976.
Ainda no America, o lateral Jorginho conquistou a medalha de prata nos Jogos Pan Americanos de 1983 e campeão, tanto no Sul Americano sub 20, como também no Campeonato Mundial Sub 20 desse mesmo ano, no México. O meia Renato foi campeão sul americano da seleção brasileira sub 20, em 1985, e o defensor Edson Luiz integrou o elenco brasileiro no Mundial sub 20 na Arabia Saudita, 3o colocado.
Afinal, o rubro Carlinhos integrou a Seleção Brasileira Sub-20, que foi tricampeã do Torneio de Cannes, em 1973; no futebol feminino, o clube já cedeu a zagueira Fabiane, na categoria sub 20 (2012), e mais recentemente, as jogadoras Maíra e Bettina foram convocadas na seleção brasileira feminina sub 17, em 2023.

### Maiores artilheiros

Luisinho Lemos, maior artilheiro americano.

1. Luizinho:  333.
2. Edu: 267.
3. Maneco: 227.
4. Plácido: 195.
5. Carola: 166.
6. Chiquinho: 155.[43]

### Jogadores notáveis

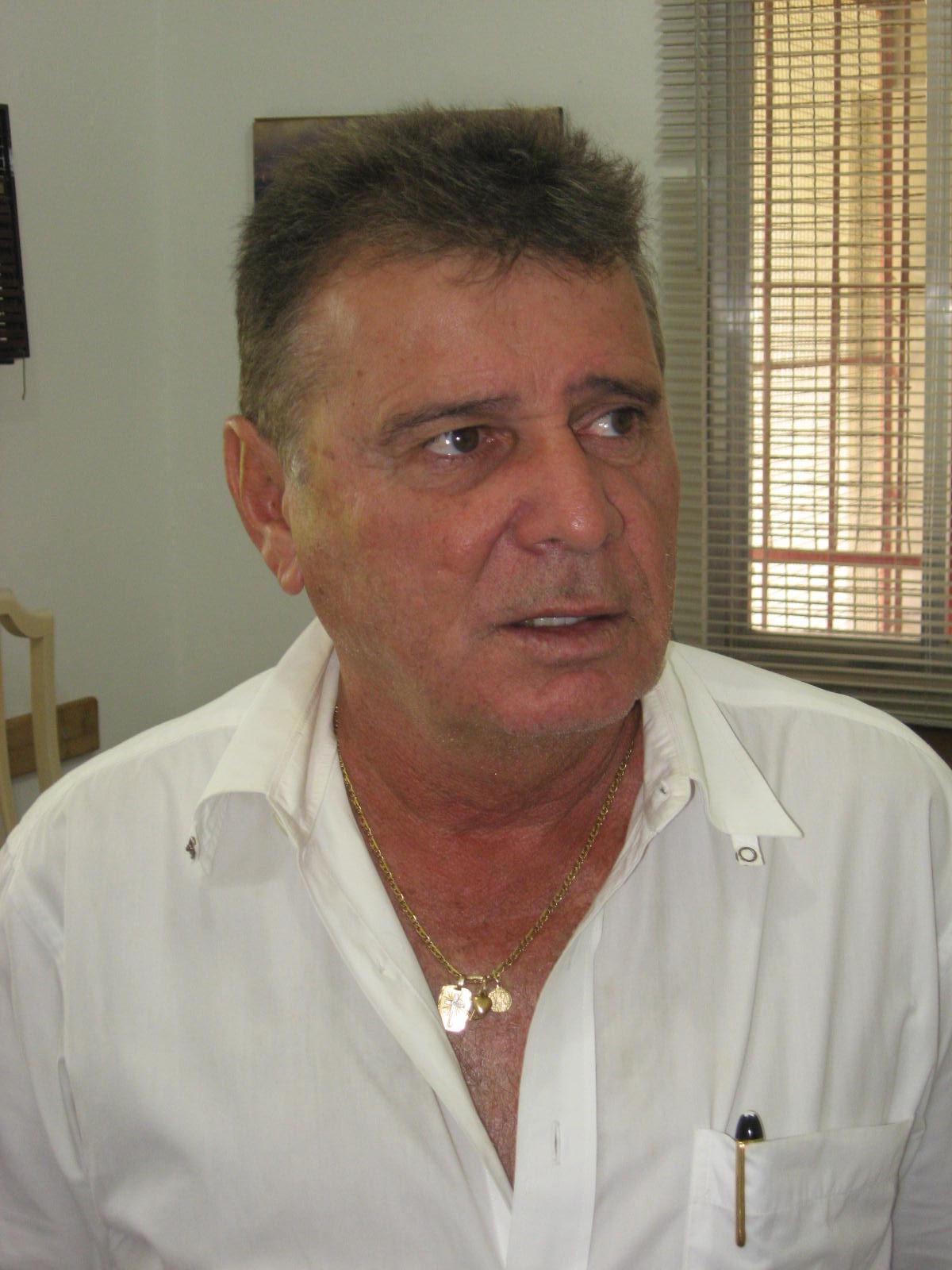
Edu Coimbra, maior ídolo americano.

| - Ado - Adriano Michael Jackson - Alex - Almir Pernambuquinho - Antenor Ferreira - Antoninho - Ari de Oliveira - Badeco - Batatais - Belfort Duarte - Bráulio - Canário - Carlos Germano - Carola - César - Danilo Alvim - Djalma Dias - Donato - Duílio - Edu - Eloi - Fabio Noronha - Flecha - Gasperin - Gilberto - Gilson Gênio - Fernando Giudicelli | - Heleno de Freitas - Ivo Wortmann - Jorginho - Júnior Baiano - Sebastião Leônidas - Luisinho Lemos - Maneco - Marcos - Marinho Peres - Maurício - Moreno - Neca - Orlando Lelé - Osni do Amparo - Osman Medeiros - Paulinho de Almeida - Paulo Sérgio - Plácido - Régis - Robert - Romário - Sandro Silva - Válber - Waldir Peres - Zagallo | - Alarcón - José Della Torre - Gabriel Ochoa Uribe |

## Publicações
- O America na História da Cidade, por Orlando Cunha e Terezinha de Castro.
- Cronologia de uma Odisséa (História do America), por Orlando Cunha.
- Campos Sales 118, por Orlando Cunha e Fernando Valle.
- Hei de torcer até morrer, por José Rezende.
- Antologia lírica de um sentimento obstinado, vários autores.
- America, Paixão Imortal, por Marcelino Rodriguez.
- Tijucamérica, por José Trajano.

DVDs
- Paixão Rubra.
- America - História e Glórias.
- O Renascer da Tradição Rubra.
- Heróis do Andaraí.

CDs
- Sou Louco por Ti America, idealizado por Jorge do Batuke.